# Лютоброк
Лютоброк (пол. Lutobrok) — село в Польщі, у гміні Затори Пултуського повіту Мазовецького воєводства.
Населення — 168 осіб (2011).
У 1975-1998 роках село належало до Остроленцького воєводства.

## Демографія
Демографічна структура станом на 31 березня 2011 року:
|          | Загалом | Допрацездатний вік | Працездатний вік | Постпрацездатний вік |
| -------- | ------- | ------------------ | ---------------- | -------------------- |
| Чоловіки | 89      | 21                 | 55               | 13                   |
| Жінки    | 79      | 18                 | 40               | 21                   |
| Разом    | 168     | 39                 | 95               | 34                   |